# Corpa
Corpa és un municipi de la comunitat autònoma de Madrid. Envoltada de planes cerealistes i de diverses oliveres, la vila és famosa per les seves fonts i deus, l'aigua de les quals era embotellada i enviada a Flandes. Es diu que diversos reis, entre els quals Felip II i Carles II, obtenien aquesta aigua per al seu ús personal. El gentilici dels seus habitants és corpeños. Com a construccions d'interès, destaquen l'Església de Santo Domingo de Silos, del segle XII; el palau del Marquès de Corpa o de Mondéjar de l'últim terç del segle xvi, i el piló.